# Internationale Chorbiennale
Die Internationale Chorbiennale ist eine musikalische Veranstaltung in Aachen, die 2009 von dem damaligen Kulturdezernenten und Stadtdirektor Wolfgang Rombey zusammen mit dem damaligen Generalmusikdirektor Marcus Bosch sowie den vier Initiativchören Aachener Kammerchor, Carmina Mundi, dem Jungen Chor Aachen und dem Madrigalchor Aachen gegründet wurde.
Seitdem sind alle zwei Jahre lokale, regionale und auch internationale Chöre beispielsweise aus Frankreich, den Niederlanden, Belgien, Lettland, der Ukraine, aus St. Petersburg und den USA bei Konzerten in und um Aachen beteiligt. Unter anderem nahmen in den letzten Jahren Cantatrix, der Frauenchor des Glier-Instituts für Musik Kiew, Latvian Voices, die Salt Lake Vocal Artists, der WDR Rundfunkchor Köln, Coro da Camerata Antiqua de Curitiba, das Ensemble Sirenot und VOCES8 an der internationalen Chorbiennale teil. Es wird Vokalmusik aller Epochen, Stile und Genres sowie Uraufführungen und Deutsche Erstaufführungen in unterschiedlichen Konzertformaten aufgeführt, unter anderem als Open-Air-, Kirchen-, Late-Night- und Lunchkonzerte. Darüber hinaus wird die Bevölkerung auf Workshops und öffentlichen Proben sowie bei Singalong- u. JEKISS-Projekten (=Jedem Kind seine Stimme) mit einbezogen. 
Im Jahr 2015 besuchten bei der 4. Chorbiennale mehr als 30.000 Zuschauer die Konzerte, an denen mehr als 70 Chöre beteiligt waren und die traditionell in einer langen Chornacht mit anschließendem Farewell-Singen vor dem Aachener Rathaus gipfeln.